# Ankylocythere toltecae
Ankylocythere toltecae är en kräftdjursart som beskrevs av Hobbs 1971. Ankylocythere toltecae ingår i släktet Ankylocythere och familjen Entocytheridae. Inga underarter finns listade i Catalogue of Life.